# Плутократија
Плутократија је облик олигархијске владавине у коме је власт централизована на узак број људи који се од остатка становништва разликују по високом материјалном богатству. Од аристократије и других облика се разликује по томе што материјално богатство није повезано с племенитим пореклом, заслугама у рату или неким сличним факторима. За већину данашњих западних демократија се често тврди да представљају плутократије. То је поготово случај са САД где се на власт не може доћи без обилних финансијских средстава.
У 20. веку је израз плутократија добио пежоративно значење, а поготово су га волели користити пропагандисти Трећег рајха и других фашистичких држава како би нагласили разлику од западних демократских држава као што су Француска, Велика Британија и САД.

## Употреба
Термин плутократија се генерално користи као пежоратив да се опише или упозори на нежељено стање. Током историје, политички мислиоци и филозофи су осуђивали плутократе због игнорисања своје друштвене одговорности, користећи своју моћ да служе сопственим циљевима и на тај начин повећавају сиромаштво и негују класне сукобе и коруптирајући друштва похлепом и хедонизмом.

### Примери
Историјски примери плутократија укључују Римско царство, неке градове-државе у старој Грчкој, цивилизацију Картагине, италијанске трговачке градске државе Венецију, Фиренцу, Ђенову, Холандску Републику и Јапанско царство пре Другог светског рата (заибацу). Према Ноаму Чомском и Џимију Картеру, модерне Сједињене Државе личе на плутократију иако са демократским облицима. Бивши председник Федералних резерви, Пол Волкер, такође је веровао да се САД развијају у плутократију.
Један модерни, формални пример плутократије, према неким критичарима, је град Лондон. Град (који се назива и Квадратна миља древног Лондона, што одговара модерном финансијском округу, површине око 2,5 km²) има јединствен изборни систем за своју локалну администрацију, одвојен од остатка Лондона. Више од две трећине бирача нису становници, већ представници привредних субјеката и других органа који заузимају просторије у Граду, а гласови су распоређени према броју запослених. Главно оправдање за овај аранжман је да већину услуга које пружа лондонска градска корпорација користе предузећа у граду. Око 450.000 нерезидената чини дневну популацију града, што је далеко више од 7.000 становника града.
У политичком жаргону и пропаганди фашистичке Италије, нацистичке Немачке и Комунистичке интернационале, западне демократске државе су називане плутократијама, са импликацијом да мали број изузетно богатих појединаца контролише земље и држи их за откуп. Плутократија је заменила демократију и капитализам као главни фашистички термин за Сједињене Државе и Велику Британију током Другог светског рата. За нацисте је тај термин често био шифрована реч за „Јевреје“.

### Сједињене Државе
Неки модерни историчари, политичари и економисти тврде да су Сједињене Државе биле ефективно плутократске барем делом периода позлаћеног доба и прогресивне ере између краја грађанског рата до почетка Велике депресије. Председник Теодор Рузвелт постао је познат као „разбијач трастова“ због своје агресивне употребе Антимонополског закона Сједињених Држава, кроз које је успео да разбије такве велике комбинације као што су највећа железница и Стандард Оил, највећа нафтна компанија. Према историчару Дејвиду Бартону, „Када су у питању домаћи политички проблеми, ТР-ов [[wikt:bête noire|title=American Entrepreneur: The Fascinating Stories of the People Who Defined Business in the United States| publisher=AMACOM Div American Mgmt Assn | year = 2009|first1=Larry|bête noire]] је била плутократија.“ У свом аутобиографском извештају о преузимању монополистичких корпорација као председник, Рузвелт је навео
…дошли смо до фазе да је нашем народу потребна права демократија; а од свих облика тираније најмање привлачна и највулгарнија је тиранија пуког богатства, тиранија плутократије.
Шерманов антитрастни закон је усвојен 1890. године, када су велике индустрије које су достигле монополске или скоро монополске нивое тржишне концентрације и финансијског капитала све више интегришући корпорације и шачица веома богатих шефова великих корпорација почела да врши све већи утицај на индустрију, јавно мњење и политику после грађанског рата. Новац је, према савременом напредњаку и новинару Волтеру Вајлу, био „малтер овог здања“, при чему су идеолошке разлике међу политичарима нестајале, а политичка сфера постала је „обична грана у још већем, интегрисаном бизнису. Држава, која кроз партију формално продаје услуге великим корпорацијама, постала је једно од њихових одељења.“
У својој књизи Савест либерала, у делу под насловом Политика плутократије, економиста Пол Кругман каже да је плутократија завладала због три фактора: у то време, најсиромашнија четвртина америчких становника (Афроамериканци и ненатурализовани имигранти) нису имали право гласа, богати су финансирали кампање политичара које су преферирали, а куповина гласова била је „изводљива, лака и широко распрострањена“, као и други облици изборне преваре као што су убацивање гласачких кутија и застрашивање бирача друге странке.
САД су увеле прогресивно опорезивање 1913. године, али према Шамусу Кану, 1970-их, елите су користиле своју све већу политичку моћ да смање своје порезе, а данас успешно користе оно што политиколог Џефри Винтерс назива „индустријом одбране прихода“ да у великој мери смањи своје порезе.
Боб Херберт из Њујорк тајмса је 1998. године назвао модерне америчке плутократе „класом донатора” (листа најбољих донатора) и дефинисао класу, по први пут, као „мала група – само једна четвртина од 1 процента становништва – и није репрезентативна за остатак нације. Али њеним новцем се купује пуно приступа.“

#### После Другог светског рата
У модерним временима, термин се понекад користи пежоративно да се односи на друштва укорењена у државно-корпоративном капитализму или која дају приоритет акумулацији богатства над другим интересима. Према Кевину Филипсу, писцу и политичком стратегу Ричарда Никсона, Сједињене Државе су плутократија у којој постоји „фузија новца и владе“.
Кристија Фриленд, ауторка књиге Плутократе: Успон нових глобалних супербогаташа и пад свих осталих, каже да се садашњи тренд ка плутократији јавља зато што богати осећају да друштво дели њихове интересе.